# Hermann Levinson

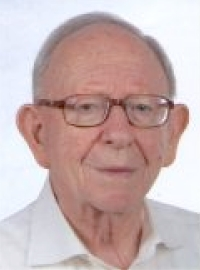
Hermann Levinson (2007)

Hermann Levinson (* 11. Januar 1924 in Klingenthal/Sa.; † 1. November 2013) war ein deutscher Biologe und Physiologe, der mit seiner Ehefrau Anna Levinson in Starnberg lebte und seit 1971 am Max-Planck-Institut für Verhaltensphysiologie und seit 2004 am Max-Planck-Institut für Ornithologie in Seewiesen und Erling (Oberbayern) wissenschaftlich tätig war.

## Leben und Werk

### Emigration aus Deutschland
Hermann Levinson wurde als Sohn des Gymnasiallehrers Leopold Levinson und dessen Ehefrau Charlotte am 11. Januar 1924 in Klingenthal in Sachsen geboren. Nach der nationalsozialistischen Regierungsübernahme musste die Familie ihre deutsche Heimat 1935 verlassen und in die Tschechoslowakei übersiedeln. Nach bestandenem Abitur floh Levinson aus Prag nach Haifa. Als er schließlich die östliche Mittelmeerküste erreichte, wurde er von britischen Soldaten empfangen und auf ein zu einem Truppentransporter umgerüsteten, ehemaligen französischen Ozeandampfer verlegt. Dieses Schiff, die 11.885 BRT große Patria wurde am 25. November 1940 vor Haifa in die Luft gesprengt, wobei 267 Menschen ums Leben kamen. Die Überlebenden wurden von britischen Marinesoldaten gerettet, jedoch als „feindliche Ausländer“ bezeichnet und in dem Internierungslager Atlith bis Herbst 1941 gefangen gehalten. Währenddessen wurden die Eltern und nächsten Verwandten des Hermann Levinson in das Konzentrationslager Theresienstadt verschleppt und anschließend in dem Vernichtungslager Auschwitz-Birkenau mit Giftgas umgebracht.

### Ausbildung und frühe Forschungsarbeit
Seit Oktober 1941 an einem obergaliläischen Malariaforschungs-Institut in Rosch Pina (Direktor: Gideon Mer) tätig, führte Hermann Levinson parasitologische Untersuchungen an den Fiebermückenarten Anopheles elutus, A. sergentii und A. superpictus sowie den von ihnen beherbergten Malariaerregern Plasmodium falciparum, P. malariae und P. vivax aus. Später arbeitete er über die Unterdrückung der Larvenpopulationen von Fiebermücken mittels biologischer, chemischer und physikalischer Maßnahmen, wie Einsatz von räuberischen Fischarten (Gambusia spp.), Larviziden (Pariser Grün, Pyrethrum, Rotenon und Petroleum) und Trockenlegung von Sümpfen und Gewässern. An der Universität Jerusalem studierte er Chemie, Mikrobiologie und Zoologie, fertigte eine Forschungsarbeit über die Resistenz mancher Insektenarten gegen DDT und andere Kontaktinsektizide an und erhielt 1954 den Grad M. Sc. (Magister Scientarum). Er promovierte bei Ernst Bergmann und Gottfried Fraenkel über das Thema Ernährungs- und Stoffwechselphysiologie der Stubenfliege Musca domestica (Cyclorrhapha), die 1959 mit dem Grad eines Dr. rer. nat. (Doctor rerum naturalium) und der Bewertung „summa cum laude“ ausgezeichnet wurde. Von 1959 bis 1961 arbeitete er an der Universität Cambridge (England), mit Vincent Brian Wigglesworth über die Wirkungsweise von Sterinen bei holometabolen Insektenarten. 1964 wurde er zum Privatdozent und 1967 zum Professor für vergleichende Biochemie und Physiologie an der Universität Jerusalem ernannt. Von 1962 bis 1970 lehrte Levinson Physiologie und Biochemie, leitete das Laboratorium für Insektenphysiologie und betreute etwa ein Dutzend Diplom- und Doktorarbeiten an der Universität Jerusalem. 1970/71 war er Gastprofessor des Zoologischen Instituts der Universität Frankfurt am Main.

### Hermann und Anna Levinson am Max-Planck-Institut in Seewiesen
Seit Juli 1971 forschten Hermann und Anna Levinson gemeinsam über Ernährungs- und Sinnesphysiologie schädlicher Insekten- und Milbenarten sowie über die Wirkungsweise von fraß- und paarungsanregenden Kairomonen und Pheromonen. Seit 1985 widmeten sie sich kulturgeschichtlichen Aspekten der Biologie, besonders den Zusammenhängen zwischen Zoologie und antiken Religionen.

### Leistungen
Hermann Levinson hat den unverzichtbaren Bedarf der Larven von Musca domestica an Escherichia coli entdeckt, die lebenswichtigen Vitamine, Sterine und ungesättigten Fettsäuren der Baumwolleulen (Noctuidae), Mehlmilben (Acaridae) und Speckkäfer (Dermestidae) ermittelt, sowie die Umsetzung von Phytosterinen in Zoosterine bei den Larven pflanzenfressender Insekten entdeckt. Er hat die Feinstruktur und Wirkungsweise der Pheromondrüsen bestimmter Käfer- und Fliegenarten aufgeklärt und die kulturgeschichtliche Bedeutung ausgewählter Gliederfüßer im Alten Orient erforscht. Er hat über 130 wissenschaftliche Beiträge veröffentlicht und die Begriffe der Insektistasis bzw. Akaristasis geprägt. Definitionsgemäß resultieren Insektistasis bzw. Akaristasis (abgeleitet vom Griechischen stasis „Stillstand“) in einem Zustand, in dem die Populationsdichte der ursprünglich vorhandenen Schadorganismen dermaßen unterdrückt ist, dass die vollständige Ernte bzw. langfristige Nahrungsmittellagerung ohne nennenswerte Schäden erreicht werden können.

## Auszeichnungen
- 1960 Sir Simon Marks Award (London)
- 1980 Medaille des Korea Institute of Science (Seoul)
- 1992 Sigillo d’Oro (Piacenza)
- 2006 Leading Scientists of the World (Cambridge)
- 2007 Karl-Escherich-Medaille (Innsbruck)

## Mitgliedschaften
- Deutsche Gesellschaft für allgemeine und angewandte Entomologie (DGaaE)
- Münchner Entomologische Gesellschaft (MEG)
- Fellow, Royal Entomological Society (London)
- Lifetime Fellow, Institute of Biology (UK)
- Member, New York Academy of Sciences (USA)

## Herausgebertätigkeit
- Anzeiger für Schädlingskunde, Pflanzenschutz, Umweltschutz (Deutschland)
- Journal of Stored Products Research (England)
- Rivista di Parassitologia (Italien)